# Chloroclystis gymnoscelides
Chloroclystis gymnoscelides är en fjärilsart som beskrevs av Louis Beethoven Prout 1916. Chloroclystis gymnoscelides ingår i släktet Chloroclystis och familjen mätare. Inga underarter finns listade i Catalogue of Life.